# Linn Ullmann

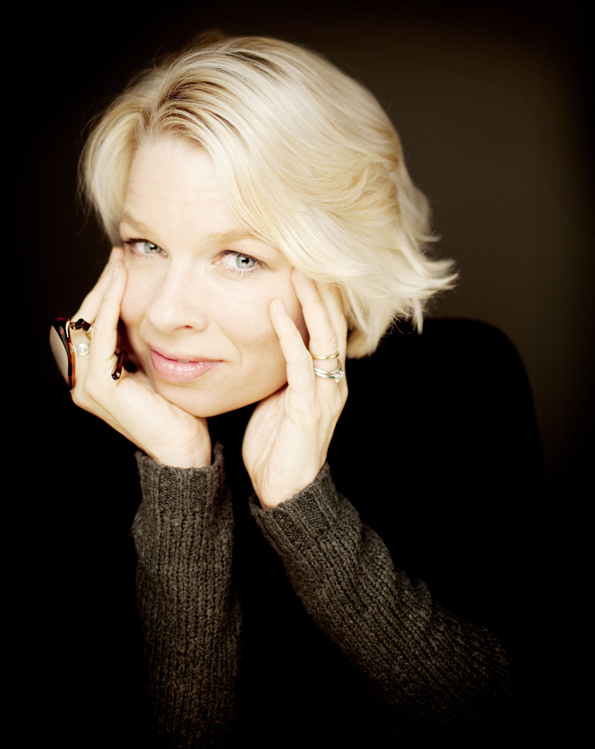
Linn Ullmann. Foto: Agnete Brun

Linn Karin Beate Ullmann (* 9. August 1966 in Oslo) ist eine norwegische Schriftstellerin, Journalistin und ehemalige Kinderdarstellerin.

## Leben
Linn Ullmann ist die Tochter von Liv Ullmann und Ingmar Bergman. Zu ihren Geschwistern und Halbgeschwistern gehören unter anderem die Schauspielerinnen Anna Bergman und Lena Bergman, der Schauspieler Mats Bergman, die Regisseurin Eva Bergman sowie die Regisseure Jan Bergman und Daniel Bergman.
Sie hatte bereits 1971 und 1978 in Filmen an der Seite ihrer Mutter kleine Rollen und debütierte als Schriftstellerin 1998 mit Før du sovner. Sie lebt und arbeitet in Oslo. Dort ist sie auch als Kulturjournalistin für die Tageszeitung Dagbladet tätig.
1997 nahm sie auf den Internationalen Filmfestspielen von Cannes in Vertretung für ihren Vater die Palme der Palmen als „Bester Regisseur aller Zeiten“ entgegen. 2011 wurde sie in die Wettbewerbsjury der 64. Filmfestspiele von Cannes berufen.
Linn Ullmann ist mit dem Dichter und Bühnenautor Niels Fredrik Dahl verheiratet. Das Ehepaar hat eine gemeinsame Tochter. Aus ihrer vorigen Ehe mit Espen Tøndel hat sie einen Sohn, den Regisseur und Drehbuchautor Halfdan Ullmann Tøndel (* 1990).

## Werke
- Beruf Regisseur. Arne Skouen und seine Filme. Lübeck 1999, ISBN 3-924214-49-2.
- Die Lügnerin. Roman. Droemer, München 1999, ISBN 3-426-19518-6.
- Wenn ich bei dir bin. Roman. Droemer, München, 2002, ISBN 3-426-19610-7.
- Gnade. Roman. Droemer, München 2004, ISBN 3-426-19652-2.
- Ein gesegnetes Kind. Droemer, München 2006, ISBN 3-426-19734-0.
- Das Verschwiegene. Luchterhand Literaturverlag, München 2013, ISBN 978-3-630-87409-8.
- Die Unruhigen. Luchterhand Literaturverlag, München 2018, ISBN 978-3-630-87421-0.
- Jente, 1983. Roman
  - Girl, 1983. Hamish Hamilton, London 2025, ISBN 978-0-241-63962-7.
  - Mädchen, 1983, aus dem Norwegischen von Paul Berf, Luchterhand, München 2025, ISBN 978-3-630-87721-1.

## Auszeichnungen (Auswahl)
- 2007: Amalie-Skram-Preis
- 2015: Romanpreis der P2-Zuhörer für De urolige
- 2017: Dobloug-Preis
- 2022: Aschehoug-Literaturpreis

## Filmografie
- 1971: Emigranten (Utvandrarna)
- 1972: Das neue Land (Nybyggarna)
- 1972: Schreie und Flüstern (Viskningar och rop)
- 1978: Herbstsonate (Höstsonaten)